# Pohár Intertoto 1998
V poháru Intertoto 1998 zvítězily a zároveň postoupily do poháru UEFA tři týmy Valencia CF, SV Werder Bremen a Bologna FC 1909.

## 1. kolo
| Domácí v 1. zápase          | Celkem    | Hosté v 1. zápase   | 1. zápas | 2. zápas |
| --------------------------- | --------- | ------------------- | -------- | -------- |
| Altay SK                    | 5–4       | Shamrock Rovers FC  | 3–1      | 2–3      |
| Ethnikos Achna              | 2–5       | Örgryte IS          | 2–1      | 0–4      |
| FK Dněpr Mohylev            | 2–10      | Debreceni VSC       | 2–4      | 0–6      |
| Leiftur                     | 0–6       | FK Vorskla Poltava  | 0–3      | 0–3      |
| Ebbw Vale FC                | 1–9       | Kongsvinger IL      | 1–6      | 0–3      |
| Naţional Bukurešť           | 5–2       | Hapoel Haifa FC     | 3–1      | 2–1      |
| Austria Vídeň               | 2–3       | Ruch Chorzów        | 0–1      | 2–2      |
| Baltika                     | 5–1       | Spartak Varna       | 4–0      | 1–1      |
| Stabæk                      | 3–5       | Vojvodina           | 1–2      | 2–3      |
| NK Hrvatski Dragovoljac     | 2–4       | Lyngby Boldklub     | 1–4      | 1–0      |
| NK Rimavská Sobota          | 3–2       | Omagh Town F.C.     | 1–0      | 2–2      |
| FC Hobscheid                | 1–2       | SK Hradec Králové   | 0–0      | 1–2      |
| Diósgyőri FC                | 5–2       | Sliema Wanderers    | 2–0      | 3–2      |
| Turun Palloseura            | (v)3–3    | FC Sion             | 0–1      | 3–2      |
| Vágs Bóltfelag              | 1–6       | 1. FC Brno          | 0–3      | 1–3      |
| FC St. Gallen               | 9–3       | Viljandi Tulevik II | 3–2      | 6–1      |
| Dinaburg FC                 | 2–5       | OD Trenčín          | 1–1      | 1–4      |
| Inkaras Kaunas              | (pen.)1–1 | Baki Fahlasi        | 1–0      | 0–1      |
| FC Torpedo Kutaisi          | 7–1       | Erebuni-Homenmen    | 6–0      | 1–1      |
| FK Makedonija Gjorče Petrov | 5–3       | Olimpija Ljubljana  | 4–2      | 1–1      |

## 2. kolo
| Domácí v 1. zápase          | Celkem | Hosté v 1. zápase   | 1. zápas | 2. zápas |
| --------------------------- | ------ | ------------------- | -------- | -------- |
| SV Werder Bremen            | 5–1    | Inkaras Kaunas      | 4–1      | 1–0      |
| Turun Palloseura            | 2–5    | FK Šinnik Jaroslavl | 0–2      | 2–3      |
| 1. FC Brno                  | 5–5(v) | RCD Espanyol        | 5–3      | 0–2      |
| Akademisk Boldklub          | 3–3(v) | FK Vorskla Poltava  | 2–2      | 1–1      |
| SV Austria Salzburg         | 3–2    | FC St. Gallen       | 3–1      | 0–1      |
| Iraklis Soluň               | 3–4    | Naţional Bucharest  | 3–1      | 0–3      |
| KFC Lommel SK               | (v)2–2 | FC Torpedo Kutaisi  | 0–1      | 2–1      |
| Vojvodina                   | 4–0    | Örebro SK           | 2–0      | 2–0      |
| FK Makedonija Gjorče Petrov | 1–7    | SC Bastia           | 1–0      | 0–7      |
| FC Twente                   | 2–0    | Kongsvinger IL      | 2–0      | 0–0      |
| UC Sampdoria                | 2–1    | NK Rimavská Sobota  | 2–0      | 0–1      |
| Samsunspor                  | 4–3    | Lyngby Boldklub     | 3–0      | 1–3      |
| Debreceni VSC               | (v)1–1 | SK Hradec Králové   | 0–0      | 1–1      |
| Altay SK                    | 2–1    | Diósgyőri FC        | 1–1      | 1–0      |
| Örgryte IS                  | 2–2(v) | Ruch Chorzów        | 2–1      | 0–1      |
| OD Trenčín                  | 0–1    | Baltika             | 0–1      | 0–0      |

## 3. kolo
| Domácí v 1. zápase | Celkem    | Hosté v 1. zápase     | 1. zápas | 2. zápas |
| ------------------ | --------- | --------------------- | -------- | -------- |
| Debreceni VSC      | 3–2       | FC Hansa Rostock      | 1–1      | 2–1      |
| KRC Harelbeke      | 0–4       | UC Sampdoria          | 0–1      | 0–3      |
| AJ Auxerre         | 1–2       | RCD Espanyol          | 1–1      | 0–1      |
| Ruch Chorzów       | (pen.)2–2 | CF Estrela da Amadora | 1–1      | 1–1      |
| Valencia CF        | 4–2       | FK Šinnik Jaroslavl   | 4–1      | 0–1      |
| Crystal Palace FC  | 0–4       | Samsunspor            | 0–2      | 0–2      |
| Fortuna Sittard    | 5–2       | FK Vorskla Poltava    | 3–0      | 2–2      |
| Bologna FC 1909    | (v)3–3    | Naţional Bucharest    | 2–0      | 1–3      |
| SC Bastia          | 4–3       | Altay SK              | 2–0      | 2–3      |
| KFC Lommel SK      | 2–5       | SV Werder Bremen      | 1–3      | 1–2      |
| FC Twente          | 3–5       | SV Austria Salzburg   | 2–2      | 1–3      |
| Vojvodina          | 4–2       | Baltika               | 4–1      | 0–1      |

## Semifinále
| Domácí v 1. zápase | Celkem | Hosté v 1. zápase   | 1. zápas | 2. zápas |
| ------------------ | ------ | ------------------- | -------- | -------- |
| SC Bastia          | 2–4    | Vojvodina           | 2–0      | 0–4      |
| Bologna FC 1909    | 3–2    | UC Sampdoria        | 3–1      | 0–1      |
| Fortuna Sittard    | 3–4    | SV Austria Salzburg | 2–1      | 1–3      |
| Ruch Chorzów       | 4–0    | Debreceni VSC       | 1–0      | 3–0      |
| SV Werder Bremen   | 6–0    | Samsunspor          | 3–0      | 3–0      |
| RCD Espanyol       | 0–3    | Valencia CF         | 0–1      | 0–2      |

## Finále
| Domácí v 1. zápase  | Celkem | Hosté v 1. zápase | 1. zápas | 2. zápas |
| ------------------- | ------ | ----------------- | -------- | -------- |
| SV Austria Salzburg | 1–4    | Valencia CF       | 0–2      | 1–2      |
| SV Werder Bremen    | 2–1    | Vojvodina         | 1–0      | 1–1      |
| Bologna FC 1909     | 3–0    | Ruch Chorzów      | 1–0      | 2–0      |